# میخائیل نسترویف
میخائیل نسترویف (روسی: Михаил Валерьевич Неструев؛ زادهٔ ۲۸ اکتبر ۱۹۶۸) تیرانداز اهل روسیه بود.
وی در مسابقات کشوری و بین‌المللی در مجموع برندهٔ ۲۹ مدال طلا، ۴ مدال نقره شده‌است.